# NGC 7267
NGC 7267 је спирална галаксија у сазвежђу Јужна риба која се налази на NGC листи објеката дубоког неба.
Деклинација објекта је - 33° 41' 36" а ректасцензија 22h 24m 21,5s. Привидна величина (магнитуда) објекта NGC 7267 износи 12,0 а фотографска магнитуда 12,9. NGC 7267 је још познат и под ознакама ESO 405-18, MCG -6-49-3, IRAS 22214-3356, PGC 68780.